# 篠原演芸場
篠原演芸場（しのはらえんげいじょう）は、東京都北区中十条に所在する大衆演劇の劇場である。1951年（昭和26年）開業。

## 概要
1951年（昭和26年）に開業した都内随一の歴史を持つ大衆演劇場。大衆演劇協会に所属する劇団と関西、九州所属の劇団が月替わりで芝居および歌謡ショーを行う。地域に根づいた下町の芝居小屋であり、1998年（平成10年）には劇場前の中央商店街の通りが演芸場通りの呼称に変更された。
平日は原則18時からの夜公演のみ。土曜・日曜・祝日は昼の部も開演する。
運営する篠原演劇企画は1977年（昭和52年）7月より同じく大衆演劇劇場である浅草木馬館の運営事業も行っている。
劇場向かって左は道を挟んで大道具倉庫および大道具制作部があり、そのまま舞台に搬入できる仕様となっている。
劇場内では軽食販売も行っている。場内で炊いた手作りおにぎりは劇場名物となっており、1日500個ほど販売する。かつてはスタッフが自宅で握り保湿用機で劇場まで届けていたが、2000年前後より劇場内の調理場で炊き、握る形に変更した。